# Mesochorus expansus
Mesochorus expansus là một loài tò vò trong họ Ichneumonidae.